# Punktierter topologischer Raum
Ein punktierter topologischer Raum ist ein Paar (X,x0), bestehend aus einem topologischen Raum X und einem Punkt x0 in X (Grundpunkt, Basispunkt, ausgezeichneter Punkt). Eine punktierte (stetige) Abbildung (X,x0) → (Y,y0) ist eine stetige Abbildung X → Y, die x0 auf y0 abbildet.
Häufig wird der Grundpunkt auch einfach mit einem Stern bezeichnet.
Ist die Inklusion {\displaystyle \{x_{0}\}\hookrightarrow X} eine Kofaserung, so spricht man von einem wohlpunktierten Raum.
Ein topologischer Raum heißt homogen, wenn je zwei punktierte topologische Räume auf ihm isomorph sind.

## Kategorielle Eigenschaften
Die Kategorie der punktierten topologischen Räume ist isomorph zur Kommakategorie {\displaystyle \{\star \}\downarrow \operatorname {Top} }. Sie besitzt Nullobjekte (diejenigen Räume, welche nur aus dem einen Punkt bestehen). Produkte sind die gewöhnlichen Produkte topologischer Räume, Koprodukte sind Ein-Punkt-Vereinigungen, also disjunkte Vereinigungen, bei denen die jeweiligen ausgezeichneten Punkte miteinander identifiziert werden, geschrieben {\displaystyle X\vee Y}.

## Homotopieklassen punktierter Abbildungen
Zwei punktierte Abbildungen
{\displaystyle f,g\colon (X,x_{0})\to (Y,y_{0})}
heißen homotop, wenn es eine stetige Abbildung {\displaystyle H\colon X\times \left[0,1\right]\to Y} mit
{\displaystyle H(x,0)=f(x),H(x,1)=g(x)\ \forall x\in X}
{\displaystyle H(x_{0},t)=y_{0}\ \forall t\in \left[0,1\right]}
gibt. Die Menge der Homotopieklassen punktierter Abbildungen wird mit {\displaystyle \left[X,Y\right]} bezeichnet.